# 優希美青
優希 美青（ゆうき みお、1999年4月5日 - ）は、日本の女優、モデル。本名、菅野 莉奈（かんの りな）。福島県南相馬市出身。ホリプロ所属。

## 来歴
2012年、『第37回ホリプロタレントスカウトキャラバン』にて応募総数2万9521人の中からグランプリを獲得し、優希美青の芸名でデビューした。芸能界入りしたいと思ったきっかけは、東北のみんなを元気にしたいということと、「石原さとみさんの笑顔を見て元気をもらったので、私もみんなを元気にしたい」と思ったことだった。優希美青は画数24画の芸名で、山口百惠の名前の総画数にあやかったものである。なお、応募の時点で山形県在住だったため同県出身とアナウンスされたが、デビュー後の公式プロフィールでは福島県出身としている。
2012年10月に初CM出演、同11月に初写真集となる『Before 優希 美青』を発売すると、2013年4月には日本テレビ系のドラマ『雲の階段』で女優デビュー。2013年9月公開の映画『空飛ぶ金魚と世界のひみつ』では映画初主演を務めた。2013年5月号から雑誌『ピチレモン』の専属モデルを務めた。
2013年6月からはNHKの連続テレビ小説『あまちゃん』にGMT47メンバーの小野寺薫子役で出演、石原さとみを上回り『ホリプロタレントスカウトキャラバン』グランプリ受賞者の中で最速での朝ドラデビューを飾った。小野寺薫子は宮城県出身のご当地アイドルの設定のため、東日本大震災の場面では東北出身者として大きく取り上げられ、肉親の安否を気遣う迫真の演技が被災地出身である優希自身のエピソードと重なり、ソーシャルメディアで話題を呼んだ。2015年2月にはNHK連続テレビ小説『マッサン』で主人公のマッサンとエリーの養女・エマ役を演じて朝ドラへの再出演を果たした。
2015年2月公開の映画『でーれーガールズ』で足立梨花とともにダブル主演し、同作の主題歌となる「さよなら また会おうね」を含む両A面のシングル「教えて、神様 / さよなら また会おうね」で3月25日にインペリアルレコードよりCDデビューが決定していたが、1月中旬からの体調不良に伴い芸能活動を一時休止。デビューシングルの発売も一旦中止されることとなった。
2015年7月から放送の日本テレビ系ドラマ『デスノート』にニア役で出演し活動を再開、役にあわせてロングヘアをバッサリとカットしてボーイッシュなショートカットへとイメージチェンジした。また、オフィシャルブログは2015年7月末で閉鎖し、以降はインスタグラムを中心に更新している。

## 人物
- 好きな芸能人は石原さとみ[要出典]。
- 小学4年から中学1年の途中まで吹奏楽部に在籍し、クラリネットを担当していた[3][20]。
- 漫画『名探偵コナン』の大ファンであり、将来は江戸川コナン／工藤新一のような人と結婚したいと思っている[21][22][23]。コナンのコミックスやアニメグッズなども大量にコレクションしている。

## 出演

### テレビドラマ
- 雲の階段（2013年4月17日 - 6月19日、日本テレビ） - 田坂沙希子 役[24]
- 連続テレビ小説（NHK）
  - あまちゃん 第11週 - 第25週（2013年6月11日 - 9月17日） - 小野寺薫子 役[8][25]
  - マッサン 第19週 - 第23週（2015年2月9日 - 3月14日） - 亀山エマ 役[26]
  - ちむどんどん 第73話 - （2022年7月20日 - ） - 若き日の優子 役[27]
- ハクバノ王子サマ 純愛適齢期（2013年10月3日 - 12月26日、読売テレビ） - 市川琴美 役
- 明日、ママがいない 第3話（2014年1月29日、日本テレビ） - 吉田アズサ 役
- デスノート（2015年7月5日 - 9月13日、日本テレビ） - ヒロイン・ニア 役[16]
- 陽炎の辻〜居眠り磐音 江戸双紙〜 完結編（2017年1月2日、NHK） - 竹村早苗 役
- 全力失踪 最終回（2017年10月22日、NHK BSプレミアム） - 磯山ななみ（20歳） 役[28]
  - 大全力失踪（2019年4月7日 - 4月28日、NHK BSプレミアム） - 磯山ななみ 役[29]
- ミューブ♪〜秘密の歌園〜（2018年4月17日 - 6月19日、メ〜テレ） - 裏井美優（ウラミユ） 役[30]
- 昔話法廷 第9話 「ブレーメンの音楽隊」裁判（2018年8月13日、NHK Eテレ） - 田村まどか 役[31]
- 探偵が早すぎる 第6話 - 第8話（2018年8月23日 - 9月6日、読売テレビ） - 城之内早苗 役[32]
- KBOYS（2018年10月11日 - 12月13日、朝日放送テレビ） - ヒロイン・谷村葵 役[33]
- 相棒 season17 元日スペシャル（2019年1月1日、テレビ朝日・東映） - 敦盛槙 役[34]
- W県警の悲劇 第4話（2019年8月17日、BSテレ東） - 千春 役[35]
- だから私は推しました 第5話 - 最終話（2019年8月24日 - 9月14日、NHK総合） - 松田杏子 役[36]
- 赤ひげ3（2020年10月23日 - 12月4日、NHK BSプレミアム・NHK BS4K） - つぐみ 役[37]
  - 赤ひげ4（2022年11月4日 - 12月23日、NHK BSプレミアム・NHK BS4K）[38]
- ネメシス 第6話（2021年5月16日、日本テレビ） - 久遠光莉 役[39]
- 雲霧仁左衛門5（2022年1月14日[注 1] - 3月4日、NHK BSプレミアム） - 梅 役[41]
- ＃居酒屋新幹線 第9話 福島編（2022年2月19日、チャンネル銀河） - いぶき損保福島支店社員・鴫原京子 役[42]
- 今夜はコの字で Season2（2022年4月9日 - 6月25日、BSテレビ東京） - 池ハルカ 役[43]
- 商店街のピアニスト（2022年10月3日 - 12月26日、BS松竹東急） - ヒロイン・梶原美鳥 役
- それでも結婚したいと、ヤツらが言った。（2023年1月5日 - 2月23日、テレビ東京） - 淡島芹奈 役[44]
- 夫婦が壊れるとき（2023年4月8日 - 7月1日、日本テレビ） - 佐倉理央 役[45]
- ギフテッド Season1 第3話（2023年8月26日、フジテレビ） - 金田薫 役[46]
- アイのない恋人たち（2024年1月21日、テレビ朝日） - 矢部美栄 役
- 御社の乱れ正します! 第1話・2話（2024年4月2日・9日、BS-TBS） - 安西梨々香 役[47]
- ソロ活女子のススメ4 第11話（2024年6月13日、テレビ東京） - ホテルスタッフ 役
- 彩香ちゃんは弘子先輩に恋してる（2024年7月5日 - 8月23日、毎日放送） - 狛井理佐 役[48]
  - 彩香ちゃんは弘子先輩に恋してる 2nd Stage（2025年6月27日 - 、毎日放送）[49]
- それぞれの孤独のグルメ 第2話・第3話（2024年10月12日・19日、テレビ東京） - 松井沙織 役
- オクトー 〜感情捜査官 心野朱梨〜 Season2 第4話（2024年10月24日、読売テレビ・日本テレビ系） - 長谷川茉央 役[50]
- トーキョーカモフラージュアワー（2025年1月20日 - 3月24日、朝日放送テレビ） - 松田ちゃん 役[51]
- キスでふさいで、バレないで。（2025年2月4日 - 、読売テレビ） - 松雪透子 役[52]
- 特捜9 final season 第5話（2025年5月7日、テレビ朝日・東映） - 熊谷文香 役[53]
- ちはやふる-めぐり-（2025年7月9日 - 、日本テレビ） - 花野菫 役[54]

### 映画
- 空飛ぶ金魚と世界のひみつ（2013年9月28日） - 主演・黒田みどり 役[55]
- 乙女のレシピ（2014年3月15日） - 天野茜 役[56][57][58]
- トリハダ‐劇場版2‐ 「憎悪の応酬と紙一重の勝利者」（2014年9月20日）
- 神さまの言うとおり（2014年11月15日） - 高瀬翔子 役[59]
- でーれーガールズ（2015年2月21日） - 主演・佐々岡鮎子 役[注 2][60]
- 暗殺教室（2015年3月21日） - 神崎有希子 役[61]
  - 暗殺教室〜卒業編〜（2016年3月25日）
- 極道大戦争（2015年6月20日） - 女子高生 役[62]
- ちはやふる -結び-（2018年3月17日） - 花野菫 役[63]
- ママレード・ボーイ（2018年4月27日） - 秋月茗子 役[64]
- 初恋〜お父さん、チビがいなくなりました（2019年5月10日） - 若き日の有喜子 役[65]
- うちの執事が言うことには（2019年5月17日） - ヒロイン・雪倉美優 役[66]
- GOZEN -純恋の剣-（2019年7月5日） - ヒロイン・神谷八重 役[67]
- WALKING MAN（2019年10月11日） - ヒロイン・佐巻ウラン 役[68]
- 私がモテてどうすんだ（2020年7月10日） - 宮崎琴葉 役
- 10万分の1（2020年11月27日） - 橘千紘 役
- NO CALL NO LIFE（2021年3月5日） - 主演・佐倉有海 役[注 3][69]
- MIRRORLIAR FILMS Season3『可愛かった犬、あんこ』（2022年5月6日）
- Welcome Back（2025年1月10日）[70]

### 舞台
- マーダーミステリーシアター「演技の代償」Replay（2021年7月17日 19時公演、配信） - 京本まひる 役[71]

### その他のテレビ番組
- 夢の通り道（2014年4月13日 - 2015年3月22日、日本テレビ） - ナビゲーター

### ネットドラマ
- 僕だけがいない街（2017年12月15日 - 、Netflix） - 片桐愛梨 役[72]
- がっこう××× 〜もうひとつのがっこうぐらし!〜（2019年1月16日配信開始、Amazonプライム・ビデオ） - 高城真帆 役[注 4][73]
- 賭けからはじまるサヨナラの恋（2023年7月20日 - 9月7日 、U-NEXT） - 矢澤はなえ 役[74]
- Naokiman HORROR SHOW「視線」（2023年8月19日配信開始、DMM TV）[75]
- 愛してるって、言いたい（2024年3月15日 - 5月10日、FOD） - 相田みお 役[76]

### ラジオ
- 優希美青のFirst Diary（2013年4月5日 - 2015年、TOKYO FM）[注 5]

### ラジオドラマ
- FMシアター 踊らされながら（2017年7月15日、NHK FM） - マイ 役[78]

### CM
- 京セラ
  - 「KYOCERA THINKING ENERGY」篇（2012年10月13日 - 28日）[79][80]
  - 「歴史を変えるメガソーラー」篇（2013年11月5日 - 17日）[81]
  - 「“蓄える”エネルギーシステム」篇（2015年1月9日 - ）[82]
- 江崎グリコ ジャイアントコーン 「ジャイアントコーン 苺のチーズケーキ 優希美青篇」（2013年）[83]
- Happy Elements「メルクストーリア -癒術士と鈴のしらべ-」 「バトル」篇（2014年）[84]
- ドラマ「こんにちは、女優の相楽樹です。」中のCMコーナー（2017年3月6日 - 20日、テレビ東京）
- P&G レノアハピネス アロマジュエル（2017年）[85]
- エネルギア・コミュニケーションズ MEGA EGG 「メガ・ドラ編」（2018年10月1日 - ）[86]

### 広告
- NHK福島 夏キャンペーンキャラクター（2013年 - 2014年）[87]
- 宣伝会議 コピーライター養成講座 イメージキャラクター（2014年）[88]
- 日本損害保険協会 2014年度全国統一防火ポスター（2014年）[89]
- JR東日本 とれいゆ つばさ イメージキャラクター（2014年）[90]
- 京セラ デジタル広告（2014年6月2日 - ）[91]

### 小説表紙
- こいうた。（著：miyu、集英社ピンキー文庫）[92]

1. 〜俺様天使とあたしの青春glee!〜（2013年11月26日）
2. 〜俺様天使とあたしの文化祭glee!〜（2013年12月25日）

### MV
- GLAY 「さくらびと」（2014年11月5日）[93]

### 雑誌・新聞連載
- ピチレモン（2013年5月号 - 2015年12月号、学研プラス） - 専属モデル
- いっしょにがんばっぺ（2014年1月23日 - 、日刊スポーツ） - 毎週木曜日連載[94]

## 書籍

### 写真集
- Before 優希 美青（2012年11月26日、ホリプロ） ISBN 978-4904587003[95]
- After 優希 美青（2013年3月23日、ホリプロ） ISBN 978-4904587010[96]
- 優希美青 Photogenic in でーれーガールズ 1980（2015年1月16日、ホリプロ） ISBN 978-4904587065[97]

### カレンダー
- 優希美青 カレンダー 2014年（2013年11月6日、ハゴロモ）[98]
- 優希美青 カレンダー 2015年（2014年10月29日、ハゴロモ）
- 優希美青 カレンダー 2018年（2017年12月2日、ハゴロモ）
- 優希美青 カレンダー 2019年（2018年12月15日、ハゴロモ）

## 作品

### DVD
- 優希美青/ゆうきみお（2013年10月9日、イーネット・フロンティア）ASIN B00DTP2S6M[99]

### CD
- ディズニープリンセスベスト〜スペシャルエディション〜（2012年11月14日、エイベックス・マーケティング） - Special Track「鏡の中のわたし〜I am a Princess〜」を歌唱[100]